# Palojärv
Palojärv (järv = See) ist ein natürlicher See in Kanepi im Kreis Põlva auf dem estnischen Festland. 730 Meter vom 8,2 Hektar großen See entfernt liegt das Dorf Hinu und 52,5 Kilometer entfernt liegt der 3555 km² große Peipussee (Peipsi-Pihkva järv).